# Azzaubaha
Azzaubaha (en árabe: الزوبعة‎ Al-Zawbaʿa; a veces traducido como La Tempestad, El Ciclón, La Tormenta, El Torbellino o El Huracán) fue un periódico bilingüe de frecuencia quincenal publicado en Buenos Aires y fundado por el político libanés Antún Saadeh en 1940 como órgano difusurio de la rama argentina del Partido Social Nacionalista Sirio. Tuvo como directores sucesivamente a los escritores Farid Nazha y Yubrán Massuh.
Desde sus páginas, Saadeh pretendía alcanzar a todas las comunidades sirio-libanesas desde Canadá hasta Uruguay; con énfasis en las comunidades más numerosas de Brasil y de Estados Unidos, además de la propia de Argentina. Saadeh usaría el nom de plume de «Hannibal» -en homenaje al general cartaginés por sus orígenes fenicios- en sus columnas de opinión en el periódico.
La negativa de las imprentas a sacarlo a la luz y el aumento de precios por la Segunda Guerra Mundial fueron un impedimento constante a su publicación. La mayoría de los escritos de Saadeh durante su exilio desde 1939 fueron publicados por este medio. Se imprimieron y distribuyeron alrededor de 1500 copias por número en América del Sur y del Norte; con unos pocos ejemplares alcanzando clandestinamente el Levante, donde Saadeh estaba proscripto por las autoridades francesas. Para 1943, el mismo contaba con centros de distribución en Buenos Aires, São Paulo, Río de Janeiro, Minas Gerais, Córdoba, Tucumán, San Juan, Santiago del Estero, Pergamino, Junín y Jujuy. Pese a tal alcance, su tirada y su periodicidad siempre fueron mucho más acotadas que las del ideológicamente más neutral Diario Sirio-libanés.
Compañías como el Banco Sirio-libanés del Río de la Plata y la textilera «Majul Hnos.» de Córdoba abonaban publicidad en el periódico, que dejó de publicarse tras la segunda y última partida de Saadeh de Argentina en 1947 previo a su ejecución en Líbano en 1949.

## Temas

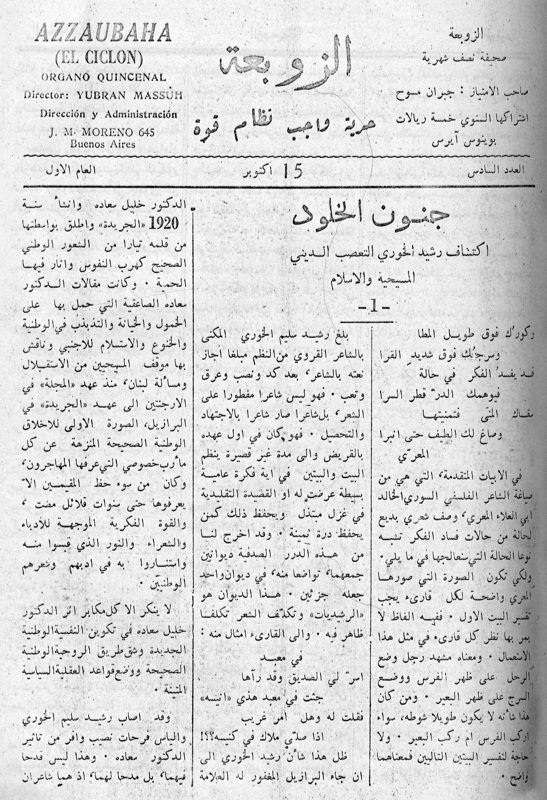
Edición de Azzaubaha, traducido en la misma como El Ciclón.

El perfil de los hijos de los inmigrantes sirio-libaneses era un tema recurrente en las páginas de Azzaubaha; al cual Yubrán Massuh describió como muy condicionado por el trabajo de comerciantes de sus padres a la vez que, por eso mismo, orientado a integrarse a la sociedad argentina. En una visita de Saadeh a Tucumán en 1943, se cuenta que la mayoría de los presentes prefirió que diera su discurso en castellano en vez de en árabe, dado que al último no lo dominaban aunque fueran argentinos de primera generación con interés en las ideas políticas de Saadeh para el Levante.
Por otro lado, Azzaubaha publicó artículos de jóvenes de menos de 20 años como Víctor Massuh y Alberto Nasif, quienes eran hijos de los colaboradores Yubrán Massuh y Jacobo Nasif, o como Aniceto Schain, que escribía desde Santiago de Chile. Entre los que contribuían desde el exterior de Argentina, también estaban Ibrahim Habib Tanus de Minas Gerais -que escribía en portugués- y Jorge Iza Haddad de la Ciudad de México, donde existía una publicación homónima en español y de la misma orientación política. Con respecto a la nacionalidad de los hijos de inmigrantes, hubo quienes afirmaron que necesariamente la nacionalidad de los padres la definía. En contraposición, el colaborador Julio Chaij, en un artículo titulado Patria y Nacionalidad, escribió al respecto:

¿Cómo debemos llamar a un niño nacido en Buenos Aires de padre sirio y madre italiana? ¿Debe ser también español, por el solo hecho de hablar la lengua de España? No se puede llamar español, sirio, italiano, [sino que] necesariamente debe llamarse por el nombre de la tierra en que ha nacido, es decir, argentino. (...) Solo tiene sentido llamar enfáticamente sirios a todos los nacidos dentro de los límites naturales y convencionales de esa región llamada Siria; por la misma razón que se llama argentinos a los nacidos en Argentina; y los nacidos en España se llaman españoles.

Otro tema recurrente era la oposición al nacionalismo árabe, defendido en Argentina fundamentalmente por el periódico La Bandera Árabe; además de por varias figuras del mahyar en Brasil y en Estados Unidos. Al respecto, Azzaubaha polemizó directamente con el poeta radicado en São Paulo Rashid Salim al-Khuri, los escritores radicados en Nueva York Elia Abu Madi y Abd al-Masih Haddad y el activista de Detroit Abdallah Berry. Por otro lado, el escritor Husni Abdelmalek, el poeta Zaki Konsol y el escritor-editor Jorge Assaf escribieron un artículo en Assalam en mayo de 1940 desligándose del nacionalismo sirio en la forma institucionalizada que representaba Saadeh, aunque rescatando algunas de sus ideas. Saadeh sostenía que las semejanzas lingüísticas y culturales entre los países del llamado mundo árabe eran insuficientes para formar la base de un nacionalismo y que la homogeneidad sociológica y geográfica con sus particularidades en el país de Sham era, en cambio, indiscutible y base suficiente de una identidad nacional propia. Por otro lado, el periódico frecuentemente tocaba temas como la posible convivencia y compatibilidad entre el cristianismo, el islam y el judaísmo en un Estado secular; como la ilegitimidad del colonialismo europeo en el Mediterráneo oriental y como -en un sesgo crítico- el materialismo correlacionado a la orientación comercial de los inmigrados del Levante y su aburguesamiento.